# Жюль Верн (грузовой космический корабль)
«Жюль Верн» — первый автоматический грузовой космический корабль серии ATV, разработанный Европейским космическим агентством. Название дано в честь основоположника научной фантастики писателя Жюля Верна.

## Хронология полёта

### Подготовка к старту
В середине июля 2007 года корабль «Жюль Верн» был отправлен морем из Роттердама во Французскую Гвиану. 31 июля корабль прибыл во Французскую Гвиану и был перевезён на космодром Куру́.
Герметичный отсек корабля, в котором были размещены материалы и оборудование для МКС, был закрыт 12 декабря 2007 года. 14 февраля 2008 года «Жюль Верн» был перевезён в здание сборки, где он был установлен на ракету «Ариан-5». 7 марта 2008 года ракета вместе с кораблём «Жюль Верн» была вывезена из здания сборки на стартовую площадку.

### Старт
Старт АТК откладывался несколько раз и состоялся 9 марта 2008 года в 4:03 UTC.
Аппарат был запущен с помощью ракеты-носителя «Ариан V» с космодрома Куру́. Корабль «Жюль Верн» был самым тяжёлым из грузов, выводившихся до того на орбиту ракетой «Ариан V». Первая ступень ракеты-носителя проработала 6 минут и была отделена, после чего включилась вторая ступень, и корабль был выведен на эллиптическую орбиту с параметрами 140 × 260 км. После второго включения последней ступени, корабль выведен на круговую орбиту высотой 260 км. Через 70 минут после старта последняя ступень ракеты-носителя отсоединилась от корабля.

### На орбите
Первые десять дней после старта специалисты тестировали все системы корабля «Жюль Верн». В том числе, проводились эксперименты по контролю высоты корабля, проверка навигационной системы GPS, которая установлена на корабле. Тестировалось аварийное прекращение процесса стыковки и отхода корабля от станции, в случае возникновения опасной ситуации.
В течение 11 и 12 марта ATV поднял свою орбиту до 303 км. 14 марта ATV успешно продемонстрировал манёвр ухода от столкновения, который мог пригодиться в случае проблем во время предстоящего сближения и стыковки с МКС.
19 марта корабль «Жюль Верн» занял позицию на расстоянии 1900 км (1200 миль) впереди МКС. В этой позиции «Жюль Верн» оставался до окончания операций шаттла «Индевор» STS-123, который в это время был пристыкован к МКС. Шаттл «Индевор» STS-123 был запущен 11 марта и вернулся на Землю 27 марта. «Жюль Верн» должен был ожидать, когда шаттл покинет МКС, так как, в целях безопасности, стыковки со станцией не проводятся, если к ней пристыкован шаттл.

### Первое тестовое сближение

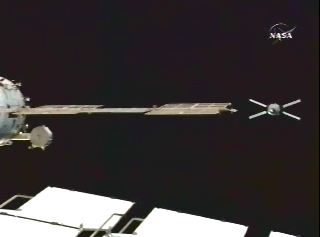
«Жюль Верн» приближается к МКС

27 марта «Жюль Верн» начал приближаться к МКС.
29 марта состоялось первое тестовое сближение корабля «Жюль Верн» с МКС. Во время этого сближения проверялись навигационные системы корабля, чтобы убедиться в полной их надёжности и безопасности для МКС.
29 марта в 14 часов 19 минут (время везде по Гринвичу) «Жюль Верн» находился на расстоянии 39 км позади станции. В это время сближение со станцией управлялось с помощью навигационной системы GPS. Компьютер корабля автоматически рассчитывал данные, получаемые от системы навигации, и выдавал команды для продолжения движения корабля к МКС. В 15 часов 57 минут «Жюль Верн» приблизился к станции на расстояние 3,5 км. В этой точке корабль оставался в течение 90 минут. Затем была включена российская система стыковки «Курс». В это же время камера, установленная на МКС начала передавать изображения корабля «Жюль Верн» на Землю. В 17 часов 30 минут из центра управления в Тулузе был передан сигнал о прекращении сближения.

### Второе тестовое сближение
31 марта состоялось второе тестовое сближение корабля «Жюль Верн» с МКС. В 15 часов 30 минут «Жюль Верн» приблизился к станции на расстояние 250 метров. В это время в работу включилась лазерная система навигации. Луч лазера направляется от корабля на 26 отражателей, которые установлены на модуле «Звезда». Отраженный луч направляется на камеру, которая установлена на «Жюль Верне». По картинке созданной отраженным лучом, компьютер рассчитывает расстояние до станции и ориентацию корабля. На корабле «Жюль Верн» установлена также радарная система навигации, которая является резервной, на тот случай, если откажет лазерная система навигации. В 15 часов 47 минут корабль продолжил движение в направлении станции. На расстоянии 150 метров и 30 метров от станции корабль останавливался на короткое время. В 16 часов 17 минут корабль приблизился к станции на расстояние 19 метров. В 16 часов 38 минут корабль был на расстоянии 11 метров от станции. В этой точке он оставался в течение пяти минут. Юрий Маленченко, который находился на станции, всё время контролировал движение корабля «Жюль Верн». В 16 часов 52 минуты Юрий Маленченко передал сигнал о прекращении сближения. Корабль «Жюль Верн» начал отдаляться от станции, и через десять минут был уже на расстоянии 800 метров от станции. После проведения двух тестовых сближений специалисты в центре управления в Тулузе убедились в надёжности систем корабля «Жюль Верн» и было принято решение о проведении стыковки 3 апреля.

### Стыковка

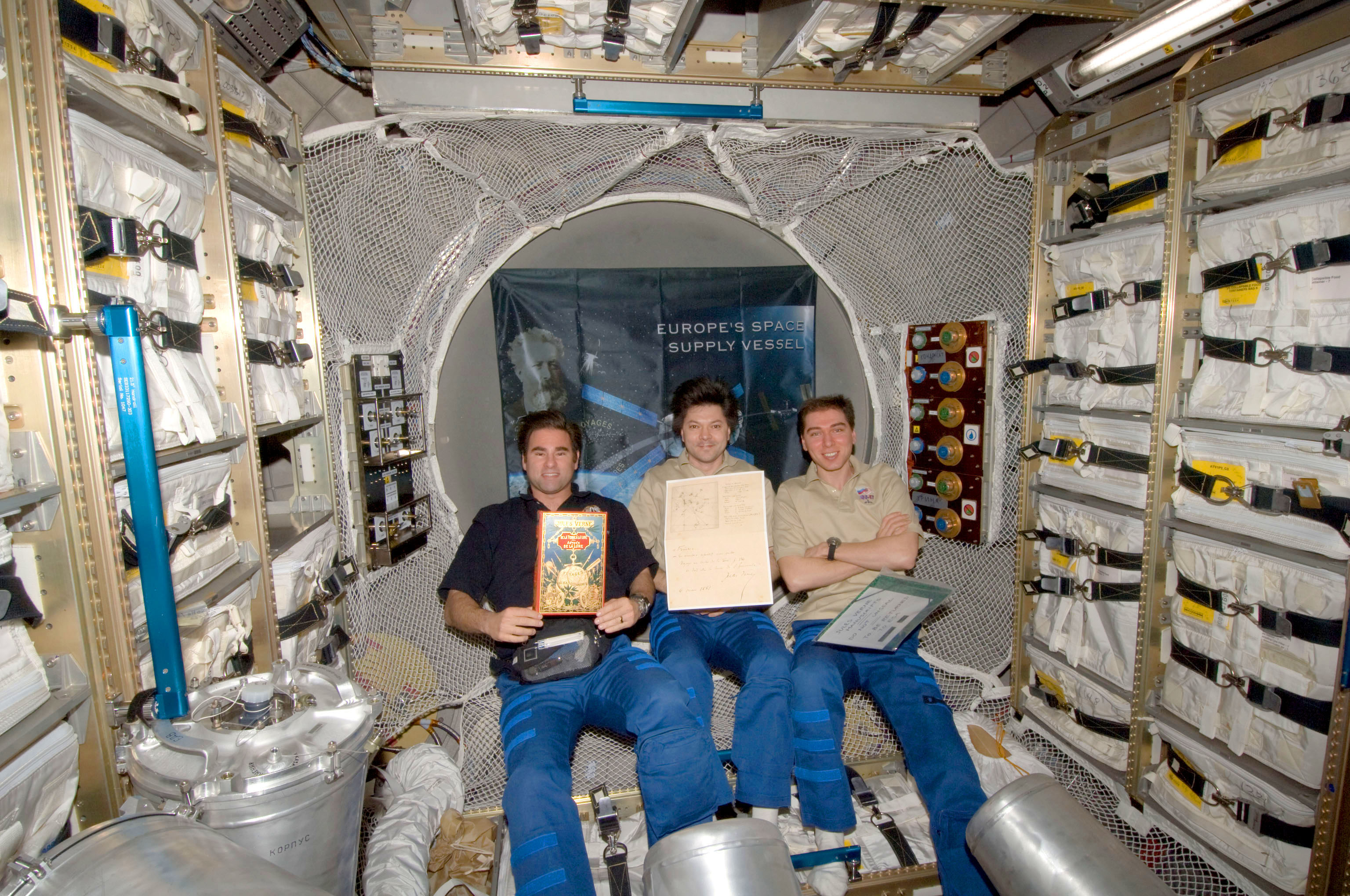
Члены долговременного экипажа МКС-17 (Грег Шамитофф, Олег Кононенко, Сергей Волков) внутри корабля «Жюль Верн» с книгой «С Земли на Луну».

3 апреля в 13 часов 33 минуты на расстоянии 250 метров от станции управление сближением было переключено от навигационной системы GPS на лазерную систему. В 14 часов 15 минут «Жюль Верн» был на расстоянии 19 метров от станции и оставался в этом положении в течение двадцати минут.
В 14 часов 38 минут «Жюль Верн» приблизился к станции на расстояние 11 метров. В это время начался заключительный этап стыковки.
Когда «Жюль Верн» приблизился к станции на расстояние 3 метра, Юрию Маленченко, который, в случае опасности, был готов в любой момент передать команду о прекращении процесса стыковки, сообщили, что он больше не должен этого делать, так как с такого расстояния невозможен безопасный отход корабля «Жюль Верн» от станции.
Стыковка была осуществлена 3 апреля в 14:45 UTC в полностью автоматическом режиме.
Первый полёт европейского грузовика являлся испытательным, поэтому он доставил на МКС только 5 тонн полезных грузов. На корабле «Жюль Верн» на станцию доставлено более 1100 кг сухих грузов. В том числе: 500 кг продовольствия, 140 кг запасных частей для европейского модуля «Коламбус» и для российского сегмента станции, 80 кг одежды для экипажа МКС. Кроме того, доставлено 270 кг воды, 20 кг кислорода, 1000 кг ракетного топлива.
Люк в грузовой корабль «Жюль Верн» был открыт 4 апреля в 10 часов 15 минут. Астронавты установили фильтры для очистки воздуха внутри грузовика. Начиная с субботы (5 апреля) астронавты начали переносить доставленные грузы в станцию.
Полёт корабля «Жюль Верн» от старта до стыковки продолжался почти 25 суток. Это было связано с тем, что это был первый полёт такого корабля, что потребовало многочисленных проверок систем корабля, а также с проведением двух тестовых сближений. Будущие полёты европейских грузовых кораблей от старта до стыковки должны были продолжаться около восьми суток.
25 апреля с помощью двигателей корабля «Жюль Верн» была проведена коррекция орбиты МКС. Двигатель «Жюля Верна» был включён в 4 часа 22 минуты по Гринвичу и выключен в 4 часа 34 минуты. Орбита станции была поднята на 4,6 км.

### Расстыковка и затопление
5 сентября 2008 в 21:30 UTC ATV отстыковался от российского сегмента МКС в автоматическом режиме.

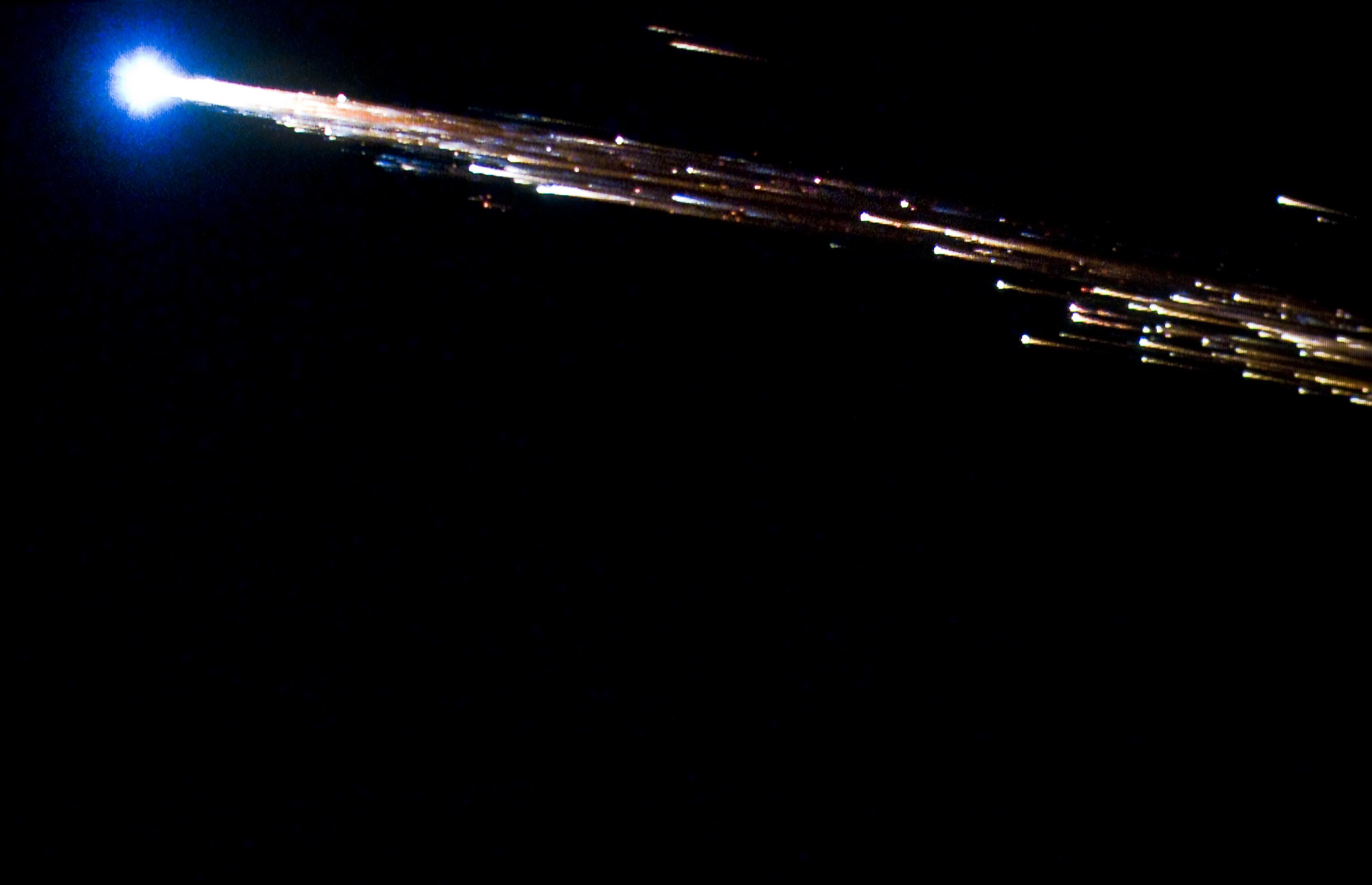
«Жюль Верн» разрушается в плотных слоях атмосферы.

29 сентября 2008 после серии манёвров около 13:30 UTC корабль вошёл в плотные слои атмосферы и разрушился, а через 12 минут оставшиеся обломки затонули в несудоходном районе Тихого океана в нескольких тысячах километров восточнее Новой Зеландии.
Экипажем МКС проводилось наблюдение входа ATV в плотные слои атмосферы в рамках геофизического эксперимента «Релаксация» (исследование процессов взаимодействия продуктов выхлопа реактивных двигателей с верхними слоями земной атмосферы).